# Alexander Kerst

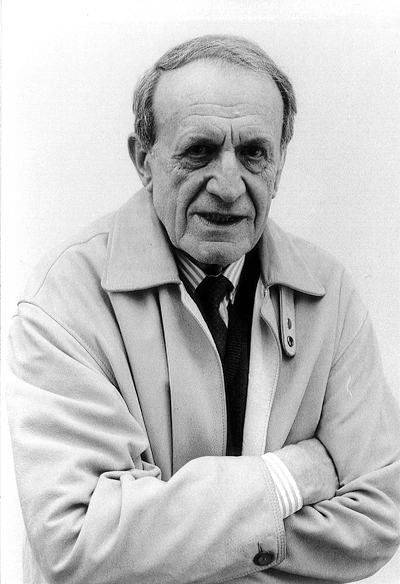
Alexander Kerst.

Alexander Kerst, född 1924 i Kralupy nad Vltavou, Tjeckoslovakien, död 2010 i München, Tyskland, var en österrikisk skådespelare. Han var en av de mest renommerade tyskspråkiga film-, teater- och tv-skådespelarna. Han lånade dessutom sin tyskspråkiga röst i eftersynkade versioner av filmer åt bland andra Martin Landau, Robert Mitchum, Yves Montand och Fernando Rey.